# Lubikowicze
Lubikowicze (ukr. Любиковичі) – wieś na Ukrainie w rejonie sarneńskim, obwodu rówieńskiego.
Znajduje się tu przystanek kolejowy Lubikowicze, położony na linii Równe – Baranowicze – Wilno.